# Kim Heiduk
Kim Heiduk, né le 3 mars 2000, est un coureur cycliste allemand, membre de l'équipe Ineos Grenadiers.

## Biographie
Kim Heiduk commence le cyclisme à l'âge de 9 ans.
Parmi les juniors (17-18 ans), il se classe deuxième de la course aux points aux championnats d'Allemagne sur piste et troisième de l'épreuve en ligne aux championnats d'Allemagne sur route en 2017. En 2018, il termine troisième du Tour du Valromey. Il est également sélectionné en équipe nationale pour les championnats du monde sur route d'Innsbruck, où il prend la 31e place.
Il fait ses débuts espoirs en 2019 au sein de l'équipe continentale allemande Lotto-Kern-Haus. En 2020, il finit douzième des championnats d'Europe espoirs à Plouay. En avril 2021, il se classe quatrième du Tour international de Rhodes. Le mois suivant, il remporte au sprint l'étape inaugurale du Tour d'Eure-et-Loir, qu'il termine finalement à la deuxième place. Huit jours après, il remporte un championnat espoirs en Allemagne organisé conjointement avec les suisses et luxembourgeois.
En octobre 2023, Ineos Grenadiers annonce l'extension du contrat d'Heiduk jusqu'en fin d'année 2025.

## Palmarès
- 2017
  - 2e du championnat d'Allemagne de course aux points juniors
  - 3e du championnat d'Allemagne sur route juniors
- 2018
  - 3e du Tour du Valromey
- 2021
  -  Champion d'Allemagne sur route espoirs
  - 1re étape du Tour d'Eure-et-Loir
  - 2e du Tour d'Eure-et-Loir
  - 2e de l'Orlen Nations Grand Prix
- 2024
  - 3e du championnat d'Allemagne sur route

## Résultats sur les grands tours

### Tour d'Italie
1 participation
- 2025 : 114e

### Tour d'Espagne
2 participations
- 2023 : 139e
- 2024 : 107e

## Classements mondiaux
| Année                                 | 2019  | 2020  | 2021 | 2022  | 2023 | 2024 |
| ------------------------------------- | ----- | ----- | ---- | ----- | ---- | ---- |
| Classement mondial                    | 2960e | 1442e | 315e | 1675e | 743e | 860e |
| UCI Europe Tour                       | 1822e | 1083e | 266e | 1100e | nc   | nc   |
|                                       |       |       |      |       |      |      |
| Légende : nc = non classéSource : UCI |       |       |      |       |      |      |